# World Club Challenge
Il World Club Challenge è la massima competizione a livello mondiale di rugby league per club. Vi partecipano la squadra vincente della Super League europea e della National Rugby League dell Oceania.
La squadra vincente si può fregiare di un titolo equivalente a quello di campione del mondo.